# (32370) 2000 QY151
2000 QY151 (asteroide 32370) é um asteroide troiano de Júpiter. Possui uma excentricidade de 0.05846720 e uma inclinação de 7.37482º.
Este asteroide foi descoberto no dia 26 de agosto de 2000 por LINEAR em Socorro.